# Cirripectes castaneus
Cirripectes castaneus es una especie de pez de la familia Blenniidae en el orden de los Perciformes.

## Morfología
Los machos pueden llegar alcanzar los 12,5 cm de longitud total.

## Reproducción
Es ovíparo.

## Hábitat
Es un pez de mar y de clima tropical y asociado a los  arrecifes de coral que vive entre 0-32 m de profundidad.

## Distribución geográfica
Se encuentra desde el Mar Rojo hasta Tonga, el sur del Japón y Micronesia (República de Palau, Ifaluk y Kapingamarangi ).